# Eien (album)
"Eien" (永遠) là album phòng thu thứ 8 của ZARD, được phát hành ngày 17 tháng 2 năm 1999 dưới hãng đĩa B-Gram RECORDS. Đĩa đứng hạng nhất trong tuần và đứng hạng 19 trong năm 1999 trên bảng xếp hạng đĩa đơn của Oricon.

## Tổng quát
Album gốc đã thu âm 13 bài hát, con số bài hát cao nhất từ trước đến nay và tổng thời lượng ghi âm lần đầu tiên vượt quá 1 giờ. Trong số 13 bài hát, 9 bài là bài hát đơn bao gồm các bài từ mặt A và mặt B của các đĩa đơn, và 1 bài là bài hát tự cover, vì vậy chỉ có 3 bài hát mới trong album.
"Don't you see!" Và "Kimi ni aitaku nattara..." đã được ghi trong album tổng hợp "ZARD BLEND ~SUN & STONE~", vì vậy hai bài hát này không được ghi trong album gốc.

## Sản xuất
Trong chương trình âm nhạc "COUNT DOWN TV" được phát sóng ngày 20 tháng 2 năm 1999, một VTR đã được phát quay lại bình luận và ghi âm bài hát "Eien" của chính Izumi Sakai. Đây là lần xuất hiện duy nhất trên "COUNT DOWN TV" trong đời cô.

## Bản ghi
Đây là album ZARD bán được hơn 1 triệu bản cuối cùng trong album gốc.
Cùng năm đó, hai album tuyển chọn là "ZARD BEST The Single Collection ~Kiseki~" và "ZARD BEST ~Request Memorial~" được phát hành, và cùng với hai album tuyển chọn, Giải thưởng "Album nhạc Rock của năm" của Giải thưởng Đĩa vàng Nhật Bản lần thứ 14 đã được trao cho cả ba album.

## Danh sách bài hát
Tất cả lời bài hát được viết bởi Izumi Sakai.
| CD               | CD                                                                            | CD                    | CD               | CD         |
| STT              | Nhan đề                                                                       | Phổ nhạc              | Biên khúc        | Thời lượng |
| ---------------- | ----------------------------------------------------------------------------- | --------------------- | ---------------- | ---------- |
| 1.               | "Eien" (永遠)                                                                 | Akihito Tokunaga      | Akihito Tokunaga | 3:46       |
| 2.               | "My Baby Grand ~Nukumori ga hoshikute~" (〜ぬくもりが欲しくて〜)              | Tetsuro Oda           | Daisuke Ikeda    | 4:09       |
| 3.               | "WAKE UP MAKE THE MORNING LAST ~Wasure ga taki hito he~" (～忘れがたき人へ～) | Hiroya Fukuyama       | Hirohito Furui   | 3:55       |
| 4.               | "Brand New Love"                                                              | Masaaki Watanuki      | Akihito Tokunaga | 5:13       |
| 5.               | "Unmei no Roulette mawashite" (運命のルーレット廻して)                        | Seiichiro Kuribayashi | Daisuke Ikeda    | 5:15       |
| 6.               | "Tooi hoshi wo kazoete" (遠い星を数えて)                                      | Seiichiro Kuribayashi | Akihito Tokunaga | 5:06       |
| 7.               | "Atarashii Door ~Fuyu no himawari~" (新しいドア ～冬のひまわり～)             | Masato Kitano         | Hirohito Furui   | 6:02       |
| 8.               | "GOOD DAY"                                                                    | Masaaki Watanuki      | Daisuke Ikeda    | 5:09       |
| 9.               | "I feel fine, yeah"                                                           | Makoto Miyoshi        | Hirohito Furui   | 3:41       |
| 10.              | "Shoujo no koro ni modotta mitai ni" (少女の頃に戻ったみたいに)               | Aika Ohno             | Daisuke Ikeda    | 5:38       |
| 11.              | "Iki mo dekinai" (息もできない)                                               | Tetsuro Oda           | Takeshi Hayama   | 4:34       |
| 12.              | "Kaze ga toori nukeru machi he" (風が通り抜ける街へ)                          | Tetsuro Oda           | Akihito Tokunaga | 4:38       |
| 13.              | "Photograph" (フォトグラフ)                                                   | Akihito Tokunaga      | Akihito Tokunaga | 4:02       |
| Tổng thời lượng: | Tổng thời lượng:                                                              | Tổng thời lượng:      | Tổng thời lượng: | 61:08      |

## Giải thưởng
Album đã được chứng nhận Triệu (tháng 2 năm 1999) từ Hiệp hội Công nghiệp Ghi âm Nhật Bản.
Album đã nhận được Giải thưởng "Album nhạc Rock của năm" từ Giải thưởng Đĩa vàng Nhật Bản lần thứ 14.